# Klassentreffen 1.0
Klassentreffen 1.0 – Die unglaubliche Reise der Silberrücken ist eine deutsche Filmkomödie von Til Schweiger aus dem Jahr 2018 mit Samuel Finzi, Milan Peschel und Til Schweiger in den Hauptrollen. Die Premiere erfolgte am 11. September 2018 im Cinestar am Potsdamer Platz in Berlin. Der Film kam am 20. September 2018 in die deutschen und am 21. September 2018 in die österreichischen Kinos.
Der Film ist eine Neuverfilmung des dänischen Films Klassefesten von 2011.

## Handlung
Nils, Andreas und Thomas haben vor 30 Jahren gemeinsam Abitur gemacht. Jetzt werden die drei Endvierziger zu einem Klassentreffen eingeladen. Die drei befinden sich in unterschiedlichen Lebenssituationen.
So steckt etwa der Familienvater Nils in einer Midlife-Crisis, sein Sohn Oliver findet ihn peinlich und seine pubertierende Tochter hat nur Augen für ihren Freund Lenny. Außerdem leidet Nils unter Hämorrhoiden und Alterssichtigkeit, seine Frau Jette kann sein Jammern nicht mehr ertragen. An einem Klassentreffen hat er nur wenig Interesse, zeigt es ihm doch nur noch klarer, dass er alt geworden ist.
Auch sein gerade frisch von seiner Jugendliebe Tanja getrennter Klassenkamerad Andreas hat überhaupt keine Lust auf das Treffen. Seine Ex ist mit dem zwanzig Jahre jüngeren Paartherapeuten Karsten durchgebrannt, Andreas leidet unter der Trennung.
Lediglich Thomas freut sich auf die Feier. Er ist ein erfolgreicher DJ, war bislang ein Frauenheld und hat bereits Flirt-Pläne für das Party-Wochenende geschmiedet. Doch da kommt ihm seine Traumfrau Linda in die Quere, mit der er eine ernsthafte und monogame Liebes-Beziehung führen möchte. Sie drückt ihm ihre Tochter Lilli aufs Auge. Die aufmüpfige Siebzehnjährige nutzt jede Gelegenheit, der älteren Generation einen Spiegel vorzuhalten.
Obwohl sich das Klassentreffen teilweise chaotisch entwickelt, rücken Nils, Andreas und Thomas mehr und mehr zusammen und kommen langsam zu dem Schluss, dass Familie, Freundschaft und Liebe das Wichtigste im Leben sind und ihr Alter genau das Richtige ist.

## Produktion
Die Dreharbeiten fanden vom 22. August bis zum 13. Oktober 2017 in Berlin und Brandenburg statt. Produziert wurde der Film von der Barefoot Films, Koproduzenten waren die SevenPictures Film GmbH, die Warner Bros. Entertainment GmbH und Nordisk Film Production A/S.
Unterstützt wurde die Produktion von der Filmförderungsanstalt, dem Deutschen Filmförderfonds und der Medienboard Berlin-Brandenburg GmbH. Für das Kostümbild zeichnete Metin Misdik verantwortlich, für den Ton Erik Seifert, für das Maskenbild Nicole Masztalerz und Andrea Pirchner und für das Szenenbild Isabel von Forster.

## Rezeption
In Deutschland verzeichnete der Film 2018 über 1,13 Millionen Kinobesucher und lag damit bei den deutschen Produktionen auf dem sechsten Platz.

### Kritik
Der Filmdienst bemängelt, dass „Tabubrüche […] Pennäler-Humor und Schadenfreude bar jeder Ironie [weichen]“ und stellt fest, dass „die Darsteller […] sich wacker [schlagen], […] aber gegenüber der nummernrevueartigen Dramaturgie, einem verschleppten Timing und dem Hang der Inszenierung zum Anzüglichen meistens den Kürzeren [ziehen].“
Ebenso wird kritisiert, dass Männer- und Frauen-Stereotypen auf eine sexistische und homophobe Art und Weise reinszeniert und somit am Leben erhalten werden. Dem Regisseur und Drehbuchautor Til Schweiger wird zudem Selbstverliebtheit vorgeworfen, da dieser zwischen zwei vom Alter gebeutelten Männern mit vielfältigen Problemen im Leben die Rolle des „DJ [verkörpert], dessen einziges Problem im Leben ist, dass er einfach zu gut bei Frauen ankommt und ihn alle sofort flachlegen wollen“.

### Auszeichnungen und Nominierungen
- 2019: Nominierung für den Publikumspreis des Bayerischen Filmpreises 2018[14]

## Fortsetzung
Der Nachfolger Die Hochzeit wurde am 23. Januar 2020 veröffentlicht.